# Robertito Funes Ugarte
Roberto Funes Ugarte (Mendoza, 3 de abril de 1974) es un periodista y presentador argentino.
Entre 2009 y 2020 trabajó en diversos ciclos del canal C5N. Desde noviembre de 2020 conduce el programa de concursos ¿Quién sabe más de Argentina? por Televisión Pública además de trabajar como cronista en Telefe Noticias.

## Biografía
Funes Ugarte nació en la ciudad de Mendoza, hijo de padres porteños. Vivió en aquella provincia hasta los 17 años cuando terminó el secundario, Colegio Universitario Central, y luego se trasladó a Buenos Aires. Estudió en la Universidad Católica Argentina y comenzó como pasante en el diario La Nación, tiempo después vivió en México y España trabajando para cadenas televisivas como Televisa, Telemundo, Much Music y Telecinco. En gráfica pasó por las redacciones de las revistas Caras, Luz, ELLE, Vogue España, Esquire, Bacanal, Cuisine et Vins. Más tarde regresó a Buenos Aires y comenzó a trabajar en CNN en Español desde la capital argentina como colaborador para programas como Showbiz y Café CNN; asimismo comenzó a trabajar como periodista de moda y espectáculos para el canal C5N. También Funes Ugarte ha trabajado como presentador en Radio Rivadavia en el programa Bon vivant y en radio Uno en el programa Cotevá cotevá. Actualmente conduce el programa de TV Míralo Bien en LaNación+.

## Televisión
| Año           | Programa                       | Canal              |
| ------------- | ------------------------------ | ------------------ |
| 1998-1999     | Movete (Bailarín del Programa) | América TV         |
| 2009-2020     | El diario                      | C5N                |
| 2009-2020     | Temporada en Punta del Este    | C5N                |
| 2009-2012     | Tarde a tarde                  | C5N                |
| 2012-2013     | Good News                      | C5N                |
| 2012-2014     | Noches argentinas              | C5N                |
| 2012-2015     | Argentina Corre                | C5N                |
| 2012-2015     | Maratón "Dino Hugo Tinelli"    | C5N                |
| 2012-2018     | Noches mías                    | C5N                |
| 2013          | Verano 2013                    | C5N                |
| 2013          | Buenos muchachos               | C5N                |
| 2013          | Elecciones 2013                | C5N                |
| 2014          | Viva la tarde                  | C5N                |
| 2015          | Elecciones 2015                | C5N                |
| 2016          | Premios ACE                    | C5N                |
| 2016-2018     | Remix de noticias              | C5N                |
| 2016-2019     | No te duermas                  | C5N                |
| 2017          | Elecciones 2017                | C5N                |
| 2017-2018     | Calendario Pirelli             | C5N                |
| 2017-2018     | El último de la semana         | C5N                |
| 2017-2018     | Televisión Registrada          | C5N                |
| 2017-2018     | Tardes nuestras                | KZO                |
| 2018-2020     | Minuto a minuto                | C5N                |
| 2019-2020     | Sobredosis de TV               | C5N                |
| 2019-presente | El noticiero de la gente       | Telefe             |
| 2019-presente | Telefe Noticias                | Telefe             |
| 2020-2023     | ¿Quién sabe más de Argentina?  | Televisión Pública |
| 2021-2022     | Viajechef                      | Telefe             |
| 2022          | El diario de la tarde          | A24                |
| 2022-presente | A la Barbarossa                | Telefe             |
| 2022-presente | GH: La noche de los ex         | Telefe             |
| 2025-presente | Míralo Bien                    | La Nación +        |

## Radio
| Año       | Programa   | Radio           |
| --------- | ---------- | --------------- |
| 2016-2018 | Bon Vivant | Radio Rivadavia |
| 2016-2018 | Coteva     | Radio Uno       |
| 2018      | RH10       | Radio 10        |